# Uitgaveopmerkingen
Uitgaveopmerkingen, release notes of versie-informatie is een term die door softwareontwikkelaars gebruikt wordt om aan te geven welke wijzigingen er zijn doorgevoerd in een bepaalde versie (release) van de software. Het begrip is verwant aan de term changelog, maar waar een changelog een levend document is dat permanent aangepast kan (en zal) worden, zijn release notes een afgerond document dat van toepassing is op een bepaalde versie van een programma of firmware.
Release notes hebben als doel de gebruikers van de betreffende software/applicatie op de hoogte te brengen van de (belangrijkste) wijzigingen in een bepaalde versie van die software. Ook andere belangrijke mededelingen met betrekking tot een bepaalde release kunnen deel uitmaken van de release notes. Release notes worden vaak meegestuurd met de betreffende software: als iemand bijvoorbeeld een bepaalde versie van firmware downloadt van de website van ene fabrikant, dan zijn de release notes soms opgenomen in het archiefbestand en daarnaast worden betreffende releasenotes ook los gepubliceerd.

## Vaste onderdelen
Hoewel er geen vaste standaard is hoe release notes er uit moeten zien, bevatten ze vaak ten minste de volgende onderdelen:
1. reikwijdte of toepassing: waarop hebben deze release notes betrekking
2. afhankelijkheden of randvoorwaarden
3. nieuwe functionaliteiten toegevoegd in betreffende release
4. herstelde fouten uit eerdere releases
5. bekende tekortkomingen in deze release

Punt 3 en 4 zullen binnen de release notes voor elke (uitgegeven) tussenrelease herhaald worden, terwijl punt 5 normaliter alleen gegeven wordt voor zover van toepassing na deze release en zal dus slechts één keer in het document staan.

## Versienummering
Afhankelijk van de manier waarop ontwikkelaars hun versiebeheer doen, geven release notes meestal een overzicht van alle bovenstaande punten die zijn doorgevoerd in alle versies die zijn uitgebracht in deze major release: als een softwarepakket of andere software een gelaagde versienummering heeft dan worden alle wijzigingen die binnen betreffende major release zijn doorgevoerd, opgenomen in de release notes en begint men opnieuw bij het uitbrengen van de volgende major release.
Bijvoorbeeld: een softwarefabrikant brengt een programma uit met als versienummer 4.3.14.a5 : hierbij is 4 het major release-nummer, het volgende karakter is de nummering die gebruikt wordt voor periodieke of geplande versies en de laatste twee velden vormen een laatste versieaanduiding van ongeplande versie (naar aanleiding van een bugfix en het buildnummer).
In bovenstaand voorbeeld zullen de release notes worden meegestuurd met elke tussenrelease. Bij de major release van een bepaald softwareproduct wordt normaliter een (eigen) handleiding geschreven, waarin alle functionaliteiten van de software beschreven staan. Normaliter zal er voor de volgende releases binnen dezelfde major release géén nieuwe handleiding gemaakt worden en alle wijzigingen ten opzichte van wat er in de handleiding staat beschreven worden daartoe in de release notes vermeld.

## Release versus update
Een van de belangrijke doelen van release notes is het aanvullen van een (officiële) handleiding bij een bepaald product: bij elke uitgebrachte (tussen)release van een softwareproduct wordt er geen (nieuwe) handleiding geschreven. Op het moment dat een fabrikant het major release-nummer van een programma of firmware wijzigt, zijn de wijzigingen die worden doorgevoerd zodanig fundamenteel dat er - normaliter - een handleiding beschikbaar is voor die versie. Reparaties van die software kunnen op verschillende manieren worden doorgevoerd: ofwel door het uitbrengen van een nieuwe versie waarbij het derde of vierde getal van het versienummer wijzigt, of in de vorm van een (hot)fix: hierbij worden alleen de gewijzigde onderdelen op de computer gezet. In dat laatste geval zullen er normaliter geen release notes zijn en is er alleen een beschrijving van het probleem wat een bepaalde (hot)fix heeft opgelost en - zo nodig - welke bestanden vernieuwd zijn. Een voorbeeld hiervan zijn de Windows Updates en Hotfixes. De naam en/of nummering van het programma waarop de fixes betrekking hebben, blijft ongewijzigd (bijvoorbeeld Windows 7, SP1) en alleen het versienummer van de gewijzigde bestanden wordt opgehoogd. 
Bij een hotfix of update worden dus geen release notes uitgebracht en worden alleen de mutaties van die fix beschreven. Wijzigingen uit een eerdere fix van dezelfde componenten vormen wel onderdeel van deze fix, maar die informatie is niet opgenomen in het bijbehorende knowledge base artikel. Als je dus - bijvoorbeeld - een Windows Update of hotfix installeert die een nieuwe versie van een bepaalde file plaatst, dan lees je in het bijbehorende KB-artikel alleen de wijzigingen die deze laatste release realiseert. Eerdere wijzigingen van het betreffende component blijven wel gehandhaafd, maar de beschrijving ontbreekt.
Bij een update of fix worden alleen de gewijzigde componenten geïnstalleerd en worden er geen release notes uitgegeven, terwijl bij het uitbrengen van een nieuwe versie van een bepaald programma er normaliter dus wel release notes worden uitgebracht.

### Service packs
In geval van Windows Server of Windows Workstation worden geen nieuwe versies uitgegeven: bij een wijziging van de major release zal je deze opnieuw moeten aanschaffen en installeren, waarbij het overigens meestal mogelijk is om te migreren van de voorgaande major release naar de huidige major release (upgrade van Windows Vista naar Windows 7 bijvoorbeeld) en vervolgens brengt Microsoft updates uit die handmatig of automatisch op de computer geïnstalleerd kunnen worden. De updates hebben over het algemeen betrekking op beveiligingslekken.
Daarnaast publiceert Microsoft hotfixes: deze herstellen fouten in de software. Hotfixes kunnen wel vrij beschikbaar zijn maar worden niet automatisch geïnstalleerd. De gebruiker moet er zelf voor kiezen om een hotfix te installeren, wat uiteraard alleen zinvol is wanneer deze hinder ondervindt van de bug.
Afhankelijk van het aantal uitgebrachte hotfixes, de ernst en reikwijdte van de opgeloste problemen en eventueel de wens om nieuwe functionaliteiten beschikbaar te stellen, publiceert het bedrijf op een gegeven moment een service pack voor haar besturingssysteem of applicatie. Een service pack bevat alle beschikbare hotfixes, (beveiligings)updates en eventueel niet los beschikbare nieuwe functies. De documentatie die bij een service pack wordt gepubliceerd kan het best worden vergeleken met release notes.